# Erich Harden
Erich Harden, auch Eric Harden, (* 21. Oktober 1885 in Deutschland; † 28. März 1949 in Berlin) war ein deutscher Bühnen- und Filmschauspieler.

## Leben und Wirken
Harden begann Mitte des ersten Jahrzehnts des 20. Jahrhunderts ein wenig Aufsehen erregendes Kleindarstellerleben als gastierender Künstler an Tourneebühnen. Nur selten – vor allem erst seit Beginn der 1930er Jahre – erhielt er eine feste Verpflichtung an ein Haus wie etwa die Berliner Spielstätten Großes Schauspielhaus (1930/31) oder Das Theater der Jugend (1938/39). Während des Zweiten Weltkriegs kehrte Harden mit Gastspieldirektionen zum Tourneetheater zurück, trat aber auch an Provinzbühnen im deutschen Osten (von 1942 bis 1944 in Graudenz bzw. Marienburg) auf. Seine Nachkriegskarriere beschränkte sich weitgehend auf ein Engagement am Berliner Theater Neukölln. Bald darauf starb er im Alter von 63 Jahren.
Der lediglich 1,70 Meter Körperhöhe messende, korpulente Künstler – im fortgeschrittenen Alter auf das Fach der Charakterchargen, Komiker und pères nobles abonniert – trat schon früh vor die Kamera. Im Winter 1913/14 wirkte er an der Seite des dänischen Filmstars Asta Nielsen in dem Lustspiel Zapatas Bande mit, setzte dann aber, unterbrochen durch den Ersten Weltkrieg, erst 1919 seine Filmtätigkeit fort. In den gesamten 1930er Jahren war Erich Harden eine viel beschäftigte Charge auf der Leinwand: mal spielte er einen Konsul oder ein Klubmitglied, mal einen Tänzer, einen Arzt oder auch einen Fabrikanten. Seit 1940 erhielt Erich Harden keine Rollenangebote vom Kino mehr.

## Filmografie
- 1914: Zapatas Bande
- 1919: Die Sonne bringt es an den Tag
- 1919: Der Todbringer
- 1920: Die Dorfhexe
- 1921: Der Kurier von Lissabon
- 1921: Millionenraub
- 1922: Hapura, die tote Stadt, 1. Teil
- 1927: Ein Lieb, ein Dieb, ein Warenhaus
- 1931: Der brave Sünder
- 1932: Gehetzte Menschen
- 1933: Salon Dora Green
- 1933: Ein Lied für Dich
- 1933: Hans Westmar
- 1934: Frühlingsmärchen
- 1934: Ein Mann will nach Deutschland
- 1934: Der Herr der Welt
- 1934: Regine
- 1935: Barcarole
- 1936: Geheimnis eines alten Hauses
- 1936: Schlußakkord
- 1937: Sieben Ohrfeigen
- 1937: Zu neuen Ufern
- 1937: Die gläserne Kugel
- 1937: Der Unwiderstehliche
- 1938: Rätsel um Beate
- 1938: Rote Orchideen
- 1938: Skandal um den Hahn
- 1938: Am seidenen Faden
- 1938: Nanon
- 1939: Hallo Janine
- 1940: Der Sündenbock